# CF Borriol
CF Borriol is een Spaanse voetbalclub uit Borriol in de regio Valencia. De club werd in 1952 opgericht en speelt in de Tercera División (grupo 6). Thuiswedstrijden worden gespeeld in het Ciutat Esportiva, dat een capaciteit van 1.000 plaatsen heeft.